# 22. november
22. november er dag 326 i året i den gregorianske kalender (dag 327 i skudår). Der er 39 dage tilbage af året.
Cecilias dag. Cecilia omvendte sin hedningemand i brudesengen, og blev siden martyrdræbt.

### Begivenheder
Født - Dødsfald
- 1286 - Sct. Cæcilienat - Erik Klipping myrdes i Finderup Lade ved Viborg
- 1906 - På en international radiotelegrafkongres i Berlin bliver det vedtaget at bruge SOS (··· – – – ···) som bogstaverne for det internationale nødråbskald.
- 1908 - Danmark vinder en fodboldlandskamp mod Frankrig med hele 17-1. Den store sejr er i adskillige år verdensrekord i landskampe. Sophus "Krølben" Nielsen scorede ti af de danske mål - og også det er rekord for antal mål scoret af én spiller i samme landskamp. Sophus Krølbens rekord holder helt til 2001, hvor Australien slår Amerikansk Samoa med 31-0, og Archie Thompson scorer hele 13 mål.
- 1922 - Howard Carter og hans folk åbner Tut Ankh Amons grav i Egypten.
- 1942 - Under slaget ved Stalingrad sender general Friedrich Paulus et telegram til Adolf Hitler, hvori han meddeler, at den tyske sjette armé er omringet.
- 1955 - En historisk dag i popmusikkens historie. Pladeselskabet RCA betaler den uhørte sum af 35.000 $ til Sam Philips i Memphis for rettighederne til musikken af en vis lastvognschauffør fra Tupelo i Mississippi - Elvis Presley. Elvis’ manager Tom Parker sørger desuden for, at der bliver givet en ekstra bonus på 5.000 $ til en pink Cadillac til Elvis’ mor.
- 1956 - Olympiske lege i Melbourne, Australien, starter med 67 deltagende lande.
- 1963 - Attentatet på John F. Kennedy: I Dallas, Texas, bliver USAs præsident John F. Kennedy snigmyrdet og Texas' guvernør John B. Connally bliver alvorligt såret. Senere samme dag bliver vicepræsident Lyndon B. Johnson taget i ed som den 36. præsident for USA.
- 1965 - Cassius Clay (senere Muhammad Ali) forsvarer sin VM-titel i sværvægtsboksning ved at slå Floyd Patterson på teknisk knockout i 12. omgang.
- 1968 - The Beatles udsender albummet The Beatles (det hvide album).
- 1974 - FN's generalforsamling tildeler PLO observatørstatus i FN.
- 1975 - Efter general Francos død udråbes Juan Carlos til spansk konge.
- 1981 - I Spanien dør en 20-årig mand af madforgiftning som offer nr. 200 i en madolieskandale. Skandalen har i et halvt år rystet Spanien, hvor i alt 17.000 er blevet ramt af forgiftning.
- 1986 - Mike Tyson (USA) bliver den hidtil (1997) yngste verdensmester i sværvægtsboksning, da han i en alder af 20 år og 144 dage vinder WBC-titlen ved i Las Vegas, USA, at slå Trevor Berbick.
- 1990 - Storbritanniens premierminister, den konservative Margaret Thatcher, meddeler overraskende, at hun går af efter mere end 11 år som premierminister. Hun er af sine partifæller blevet tvunget til at gå af efter dårlige opinionstal for de konservative, viser det sig senere. Den 47-årige finansminister John Major bliver ny premierminister.
- 1991 - EU indgår en associeringsaftale med Polen, Tjekkoslovakiet og Ungarn.
- 1993 - Højesteret skærper dommen over for de ansvarlige for Scandinavian Star skibskatastrofen i april 1990, hvor 158 omkom under en brand. Højesteret idømmer rederiejer Henrik Johansen, direktør Ole B. Hansen og kaptajn Hugo Larsen hver 6 måneders fængsel. Det er en væsentlig skærpelse af Sø- og Handelsrettens dom fra året før, hvor de tre havde fået 40 til 60 dages hæfte.
- 1994 - En 31-årig bosnier, Refic Saric, idømmes ved Østre Landsret 8 års fængsel for krigsforbrydelser i det tidligere Jugoslavien. I en kroatisk fangelejr var han som overfange med til at øve grov vold mod sine medfanger, hvoraf to døde. Sagen er den første i verden mod en krigsforbryder fra det tidligere Jugoslavien.
- 2005 - Angela Merkel bliver den første kvindelige tyske kansler.

### Født
- 1710 - Wilhelm Friedemann Bach, tysk komponist (død 1784).
- 1787 - Rasmus Rask, dansk lingvist (død 1823).
- 1812 - Johanne Luise Heiberg, dansk skuespiller (død 1890).
- 1819 - George Eliot (pseudonym for Mary Ann Evans), engelsk forfatterinde (død 1880).
- 1868 - John Nance Garner, amerikansk vicepræsident (død 1967).
- 1869 - André Gide, fransk forfatter (død 1951).
- 1876 - Erik Arup, dansk historiker og forfatter (død 1951).
- 1889 . Hans Lipps, tysk filosof og SS'er (død 1941).
- 1890 - Charles de Gaulle, fransk præsident (død 1970).
- 1899 - Hoagy Carmichael, amerikansk komponist (død 1981).
- 1901 - Joaquin Rodrigo, spansk komponist (død 1999).
- 1902 - Joe Adonis, amerikansk gangster (død 1971).
- 1913 - Benjamin Britten, engelsk komponist (død 1976).
- 1913 - Gardnar Mulloy, amerikansk tennisspiller og coach (død 2016).
- 1917 - Andrew Huxley, engelsk fysiolog (død 2012).
- 1933 - Vagn Lundbye, dansk forfatter (død 2016).
- 1934 - Östen Warnerbring, svensk sanger, sangskriver og komponist (død 2006).
- 1935 - Freddy Fræk, dansk musiker, skuespiller og billedkunstner (død 2016).
- 1940 - Terry Gilliam, amerikansk animator og skuespiller (Monty Python).
- 1943 - Billie Jean King, amerikansk tennisspiller.
- 1946 - Erik Crone, dansk direktør og filmproducent (død 2022).
- 1949 - Jesper Zeuthen, dansk saxofonist.
- 1950 - Little Steven, amerikansk sanger og guitarist.
- 1958 - Jamie Lee Curtis, amerikansk skuespillerinde.
- 1965 - Mads Mikkelsen, dansk skuespiller.
- 1967 - Boris Becker, tysk tennisspiller.
- 1967 - Mark Ruffalo, amerikansk skuespiller
- 1968 - Sidse Babett Knudsen, dansk skuespillerinde.
- 1968 - Sólrun Jákupsdottir Løkke Rasmussen, dansk statsministerfrue.
- 1968 - Rasmus Lerdorf, dansk-canadisk softwareudvikler.
- 1976 - Ville Valo, forsanger for det finske band HIM.
- 1984 - Scarlett Johansson, amerikansk skuespillerinde.

### Dødsfald
- 1233 - Helene af Danmark, hertuginde af Lüneburg (født 1180).
- 1286 - Erik Klipping/Glipping, dansk konge (født ca. 1249) - myrdet.
- 1916 - Jack London, amerikansk forfatter (født 1876).
- 1933 - Ulrik Plesner, dansk arkitekt (født 1861).
- 1938 - Ingrid Jespersen, dansk pædagog og rektor (født 1867).
- 1944 - Arthur Stanley Eddington, britisk astrofysiker (født 1882).
- 1962 - René Coty, fransk præsident (født 1882).
- 1963 - John F. Kennedy, USA's præsident (født 1917) - myrdet.
- 1963 - Aldous Huxley, britisk forfatter (født 1894).
- 1963 - C.S. Lewis, britisk forfatter (født 1898).
- 1975 - Gustav Pedersen, dansk politiker (født 1893).
- 1976 - Frankie Carbo, amerikansk lejemorder og boksepromotor (født 1904)
- 1980 - Mae West, amerikansk skuespiller (født 1893).
- 1985 - Johannes Marott, dansk skuespiller (født 1917).
- 1990 - Wandy Tworek, dansk violinist (født 1913).
- 1991 - Edel Saunte, dansk politiker og borgmester (født 1904).
- 1997 - Michael Hutchence, australske rockmusiker (INXS) (født 1960) - selvmord.
- 2000 - Emil Zátopek, tjekkisk atlet (født 1922).

|  | Denne datoartikel kan blive bedre, hvis der indsættes et (bedre) billede Du kan hjælpe ved at afsøge Wikimedia Commons for et passende billede eller uploade et godt billede til Wikimedia Commons iht. de tilladte licenser og indsætte det i artiklen. |